# Missaukee megye
Missaukee megye az Amerikai Egyesült Államokban, azon belül Michigan államban található. Megyeszékhelye és legnagyobb városa Lake City. Lakosainak száma 15 052 fő (2020. április 1.). Missaukee megye Kalkaska, Osceola, Crawford, Roscommon, Clare, Wexford és Grand Traverse megyékkel határos.

## Népesség
A megye népességének változása:
| Lakosok száma | 14 816 | 14 935 | 14 999 | 15 051 | 14 903 | 15 052 |
|               | 2010   | 2011   | 2012   | 2013   | 2015   | 2020   |